# 포메라니안
포메라니안(영어: Pomeranian)은 중앙유럽(오늘날 독일 북동부, 폴란드 북서부)에 있는 포메라니아 지역에서 유래된 스피츠 종류의 반려견이다. 작고 귀여운 외모와 복슬복슬한 털이 특징이며 털빠짐이 있다. 작은 크기 때문에 소형견로 분류되는데, 포메라니안은 대형 스피츠종 개인 독일 스피츠에서 유래되었다. 이 때문에 국제애견협회에서도 포메라니안을 독일 스피츠의 일종으로 구분했고, 많은 나라에서 츠베르크슈피츠(Zwergspitz, 난쟁이 스피츠라는 뜻)로 알려져 있다. 또는 폼(Pom), 폼폼(Pom Pom)이라는 이름으로도 불린다.
이 품종은 17세기 이후 많은 왕실 일족들에게 인기를 얻었다. 영국의 빅토리아 여왕은 특히 작은 포메라니안을 소유했었고, 이로 인해 더 작은 포메라니안이 인기를 얻었다. 빅토리아 여왕의 생애 동안 포메라니안의 크기는 50%까지 줄었다. 대체로 포메라니안은 튼튼하고 건강한 개이다. 대부분의 흔한 건강 문제는 슬개골 탈구와 기관허탈이다. 또한 "흑피병"으로 불리는 피부병과 탈모증도 흔한 질병 중 하나이다. 흑피병은 개의 피부가 검은색으로 변하고 털이 거의 다 없어지는 유전 질환이다. 이 품종은 현재 미국에서 가장 인기 있는 애완견 15종 중 첫번째로, 귀여운 외모로 세계적으로도 소형견으로 인기를 얻고 있다.

## 겉모습

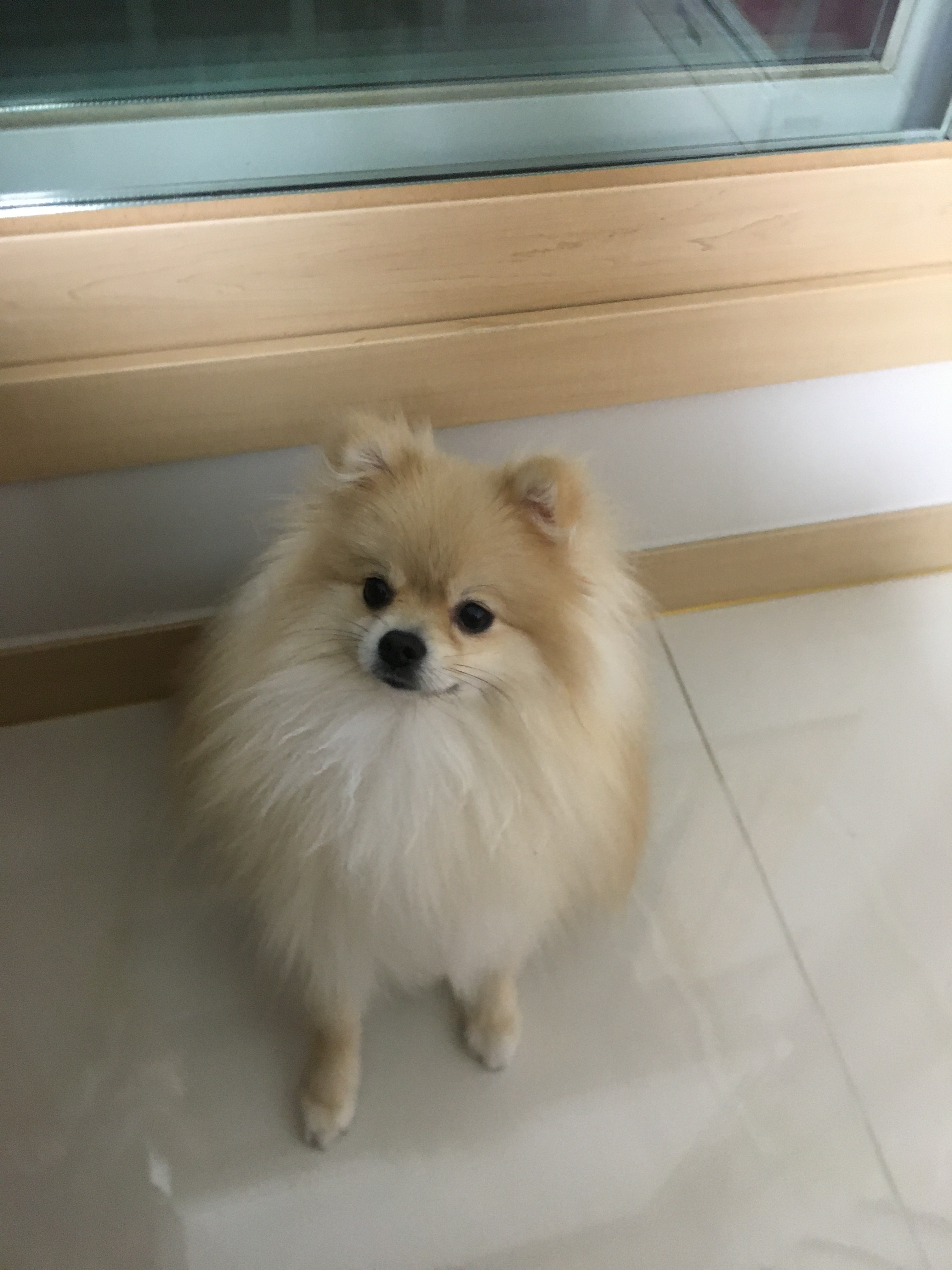
크림 세이블 포메라니안.

포메라니안은 어깨 높이 14~18 cm, 몸무게 1.8~4 kg 정도의 소형 애완견이다. 포메라니안은 작지만 풍부하고 거친 질감으로 보이는 털과 높고 평평한 플룸드 테일이 솟아있다. 뒷덜미와 머리 아래 목 주위에 목도리 같이 둘러져 있는 보호 털이 있고, 이 털은 머리부터 엉덩이 부분까지 덮여 있다.
초기 품종의 털빛깔은 주로 흰색으로 가끔 갈색과 검은색도 있었으나, 영국의 빅토리아 여왕은 19세기 말 유행에 따라 1888년 작은 빨간 포메라니안을 입양했다. 현재는 흰색, 검정, 갈색, 빨강, 주황, 크림, 파란색, 흑담비색, 블랙앤탠, 브라운앤탠, 점무늬, 얼룩무늬 그리고 이러한 색을 섞은 혼합 등을 포함한 다양한 색 종류의 포메라니안이 있다. 가장 흔한 색 종류는 주황, 검정, 크림 또는 흰색이다.
멀 포메라니안은 최근 개발된 색깔로, 빛나는 파랑과 그레이를 기반으로 결합한 이 색은 일정한 부분에 얼룩덜룩한 효과를 준다. 얼룩무늬 멀과 리버 멀과 같은 결합은 품종 표준으로 인정해 주지 않는다. 이러한 개의 눈, 코와 발은 마시멜로 색이고, 눈은 파란색, 코와 발바닥은 분홍과 검정이 섞여 있는 것으로 개량되었다.
포메라니안은 털이 이중으로 되어있다. 손질이 어렵지는 않지만, 털갈이와 복잡한 털 때문에 매일 털손질을 해 주는 것이 좋다. 바깥 쪽의 털은 길고, 직모이며 별로 좋지 않은 감촉으로 되어 있는 데 반해 속털은 부드러우며 짧고 숱이 많다. 털의 끝은 잘 엉키는데, 특히 속털은 일 년에 두 번씩 털갈이가 일어나고, 털관리를 잘 해주어야 한다.

## 기질

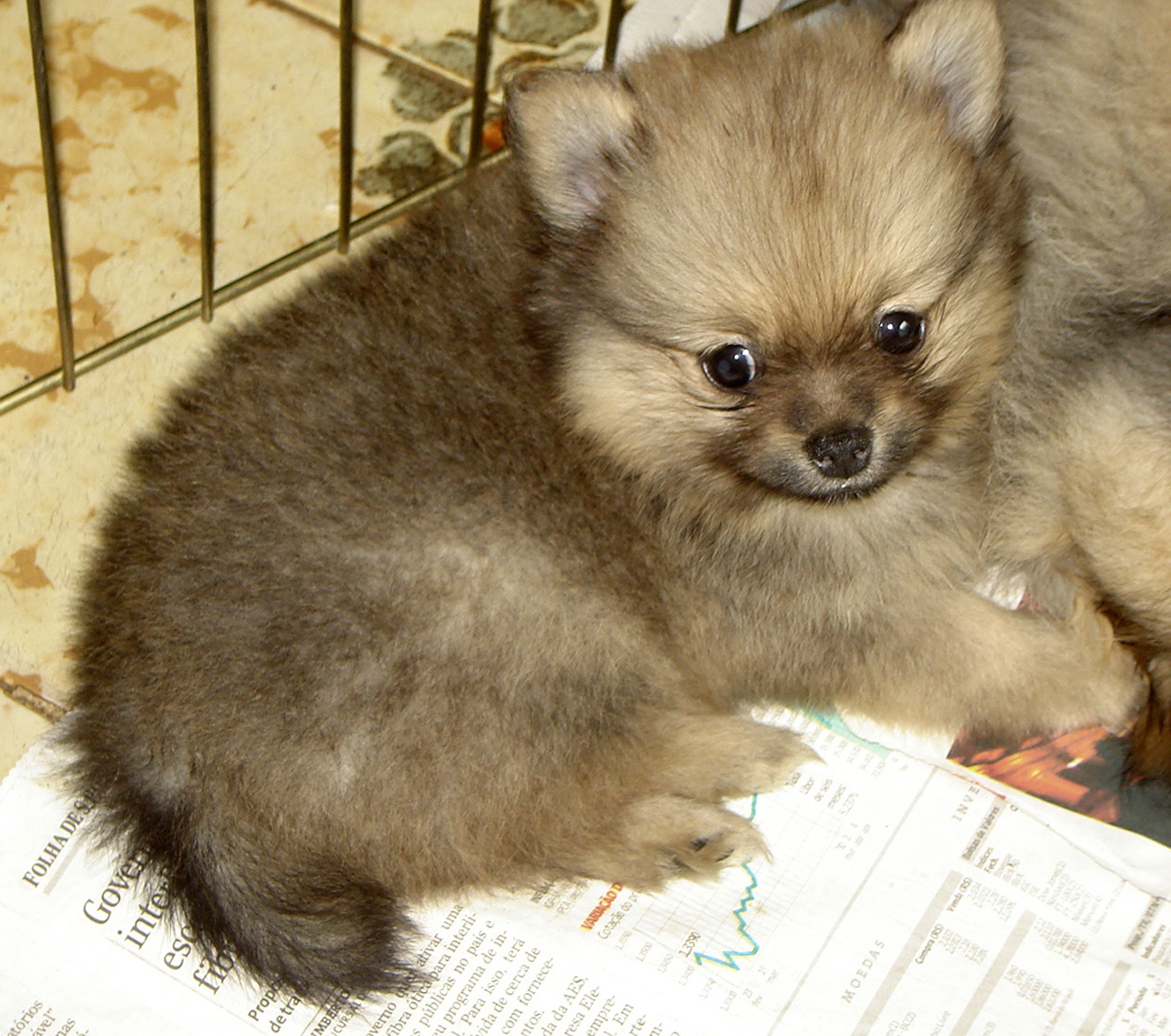
크림 세이블 새끼 포메라니안.

포메라니안은 일반적으로 매우 원기왕성하고 친근한 개이다. 또한 흥분을 잘하며 성질이 급하다. 호기심이 많아 타 견종에게 관심이 많지만, 다른 개체에 대한 경계심과 공격성이 강하기 때문에 다른 개나 고양이와는 잘 어울리지 못하여 사회성이 떨어지는 견종으로 분류된다. 이 개는 주인의 주변에 함께 있는 것을 좋아하는 것으로 알려져 있다. 이 품종은 주인과 유대감이 빨리 형성돼 혼자 시간을 보낼 수 있도록 훈련시키지 않는다면, 분리 불안에 시달릴 수 있다. 포메라니안은 경계와 환경의 변화를 알아채고 새로운 자극에 짖는 행동은 어떤 상황에서도 과도하게 짖는 습관으로 이어질 수 있다. 포메라니안은 훈련 반응이 좋은 편인데, 주인에게 어떻게 훈련을 받느냐에 따라 매우 성공적인 성과를 얻을 수 있다. 그러나 훈련을 시키지 않는다면, 지배적이고 공격적인 성격이 될 수 있다.

## 건강

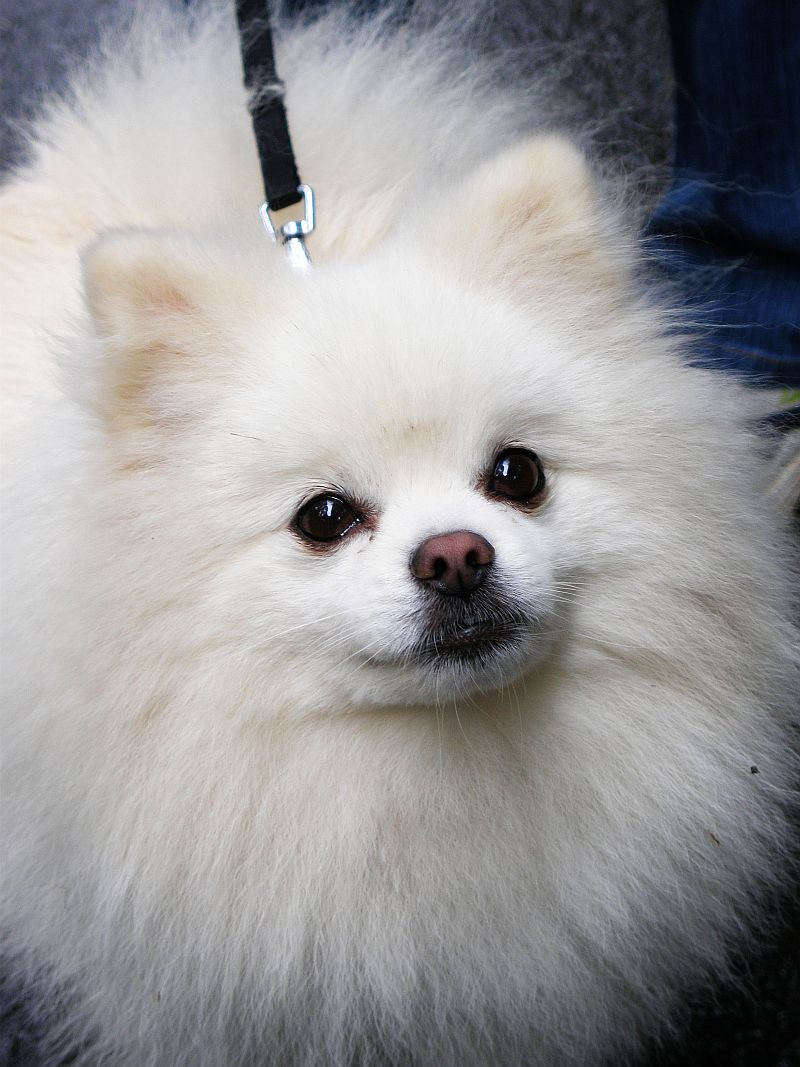
화이트 포메라니안.

### 전반적인 건강
포메라니안의 수명은 12년에서 15년이다. 적절한 운동과 좋은 식습관을 길들인다면 내과적 질환에서는 비교적 건강한 개이다. 이 개는 많은 개 품종들과 비슷한 건강 문제를 가지고 있지만, 포메라니안은 소형견이기 때문에 고관절이형성과 같은 질병은 흔치 않다. 털, 치아, 귀, 눈 등 위생 관리를 해주지 않는다면 건강 상의 문제가 발생할 수 있는데, 정기적인 관리를 통해 이러한 건강 문제는 쉽게 방지할 수 있다.

### 흔한 질병

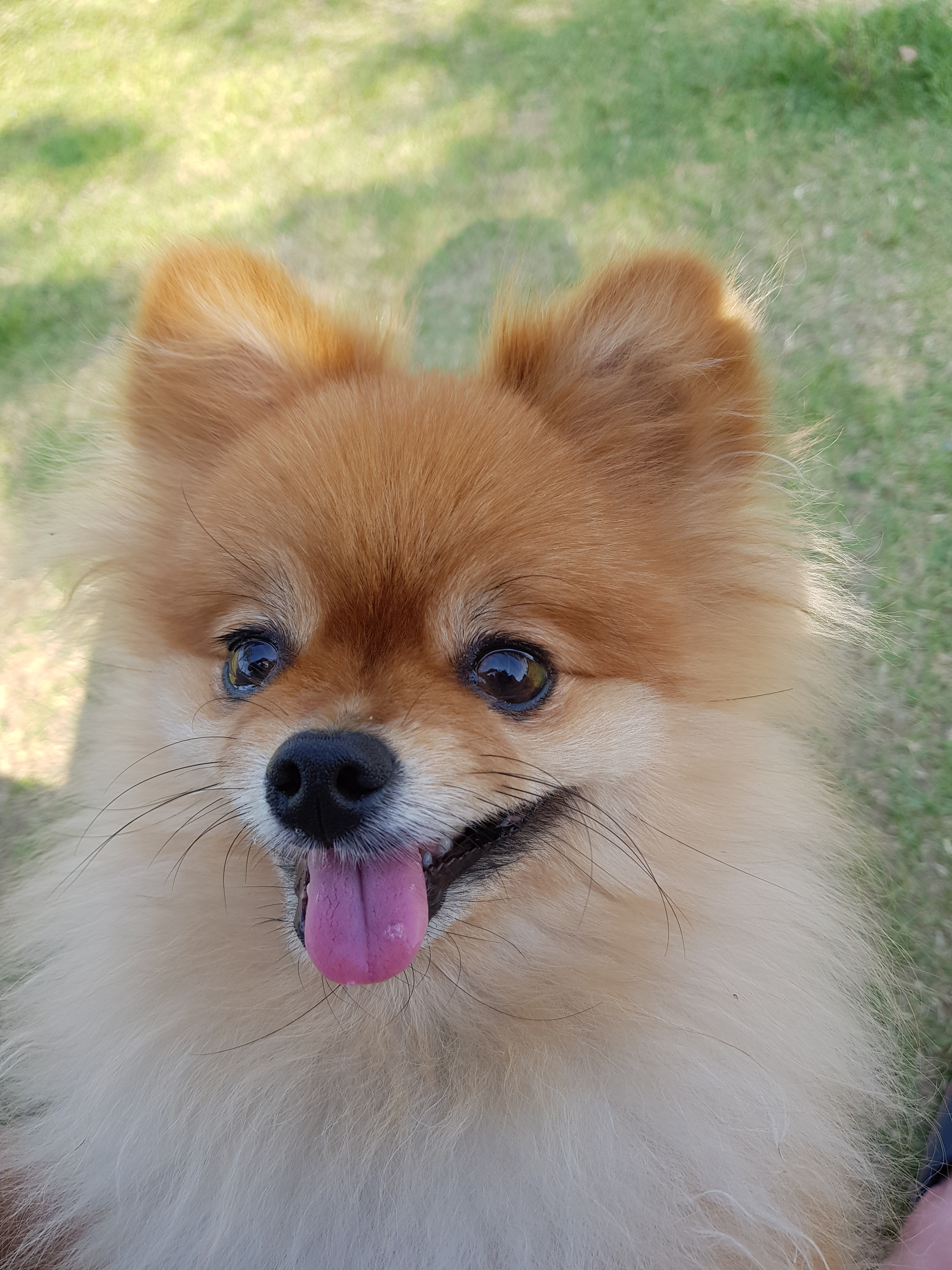
포메라니안의 얼굴 확대 사진

멀 종류의 경우 안압, 비정시안, 소안구증, 안검홍채맥락막의 선천적 결손 등을 포함한 여러 청각 장애 발병이 일어나기 쉽다. 두 부모가 모두 멀 포메라니안이면 뼈, 심장, 번식 문제에 있어 기형으로 태어날 가능성이 높다.
슬개골 탈구는 포메라니안 품종에서 흔한 질병이다. 슬개골 탈구는 외상 또는 선천적 기형을 통해 앓게 되는데, 무릎에 있는 슬개골이 안전하게 앉아 있어야 할 슬개골 홈이 얕게 되어 있을 경우에도 발생한다. 이 경우 옆쪽에서 "탈구"가 일어나 땅에 발을 못 딛게 된다. 근육이 수축하게 되면 슬개골을 원래 자리에 되돌릴 수 없게 된다. 초기 통증은 넙다리뼈의 능선 부분에서 일어난다.
기관허탈은 호흡 기관의 기관륜 약화로 인해 발병한다. 또 숨을 쉴 때마다 기관이 찌그러진 모습을 하고 있을 때도 발병한 것이다. 증상은 거위와 비슷한 울음소리를 내며, 비슷한 소리의 울리는 기침, 운동에 과민 반응을 하고, 운동, 흥분, 더운 날씨가 계속되면 상태가 악화된 기침을 한다.
포메라니안은 건강 탈모증과 과다색소침착(피부가 어두워짐)을 동반하는 "흑피병"이라 부르는 피부병에 걸릴 수 있다. 양모증, 펑크털, 가성 쿠싱병, 심한 탈모증 등의 이름으로 불리기도한다. 이 병은 일반적으로 암컷보다 수컷에게 더 많이 발병한다. 사춘기 시기에 발병하는 경우가 많지만, 모든 연령대에서 발병할 수 있다. 쿠싱 증후군, 갑상선 기능 저하증, 만성피부전염병, 생식 호르몬 질환과 같은 질병도 흑피병과 비슷한 증상을 보인다.
잠복 고환은 수컷 포메라니안에게 자주 발생하는 또 다른 장애이다. 고환의 한쪽 또는 양쪽 모두 음낭으로 내려가지 않았을 경우 잠복 고환이라 하는데, 이 경우 수술을 통해 고환 적출을 한다.

## 역사

### 기원

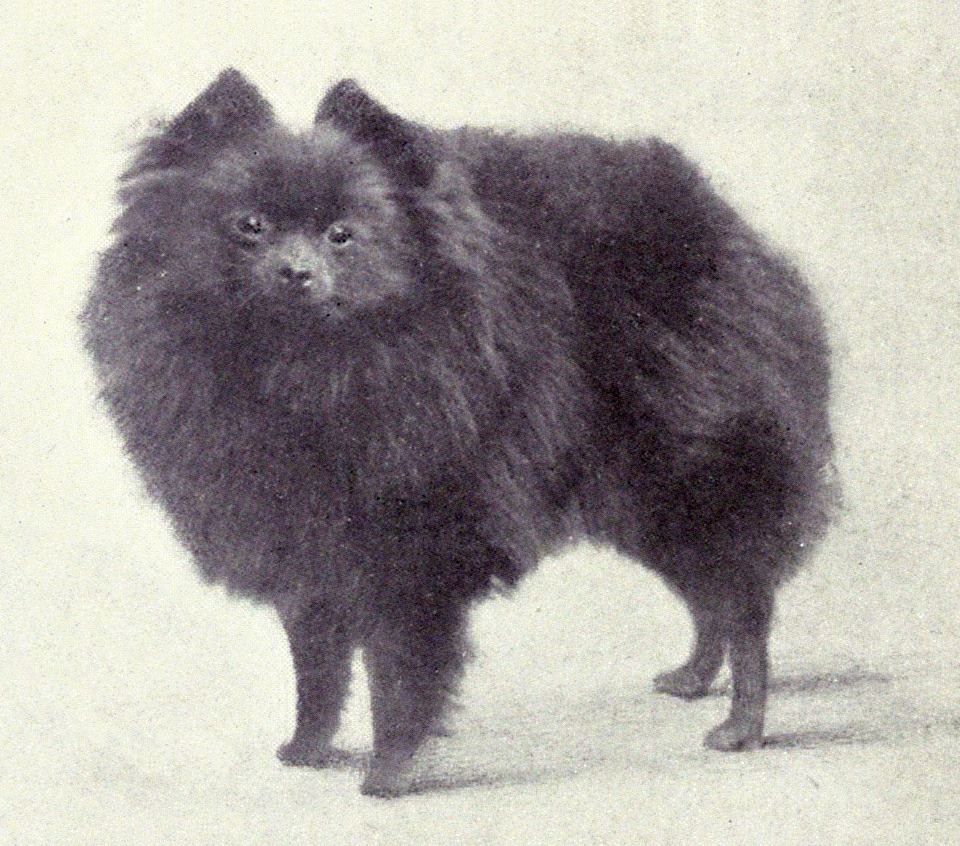
1915년 포메라니안의 세밀화.

오늘날 포메라니안의 조상은 북극 지역에서 많은 일을 하던 개였다. 이 조상 개는 독일어로 "뾰족한 얼굴"이라는 뜻에서 울프스피츠 또는 그냥 스피츠 종이라고 알려졌는데, 16세기 카운트 에버하르트 주 자인이 개의 코와 주둥이 부분이 뾰족하다는 점을 참고해 이 말을 사용했었다. 이러한 점에서 포메라니안은 독일 스피츠의 후손으로 간주되고 있다.
이 품종은 발트해에 접한 폴란드 북부와 독일에 걸쳐 있는 포메라니아 지방과 관련이 있는 것으로 보고 협회에서 포메라니안이라는 이름을 붙여줬다. 포메라니안은 이 지역의 원산지는 아니지만, 현재 포메라니안의 근원이 되는 견종을 계속 번식하고 있어 관련이 있다고 생각했기 때문이다. 하지만 영국에 도입되기 이전까지 정확한 기록은 없다.
1764년 11월 2일 제임스 보즈웰의 "보즈웰의 그랜드 투어: 독일과 스위스"라는 일기에서 포메라니안 품종에 관한 초창기 기록이 쓰였다. 보즈웰은 일기에서 다음과 같이 썼다: "어떤 프랑스남자가 포머라는 이름의 포메라니안을 굉장히 사랑스러워 했다." 1769년 토마스 페넌트의 A Tour in Scotland라는 기행문에서 런던의 동물 상인이 포메라니안과 늑대를 교배시켜 태어난 새끼에 대해 서술했다.

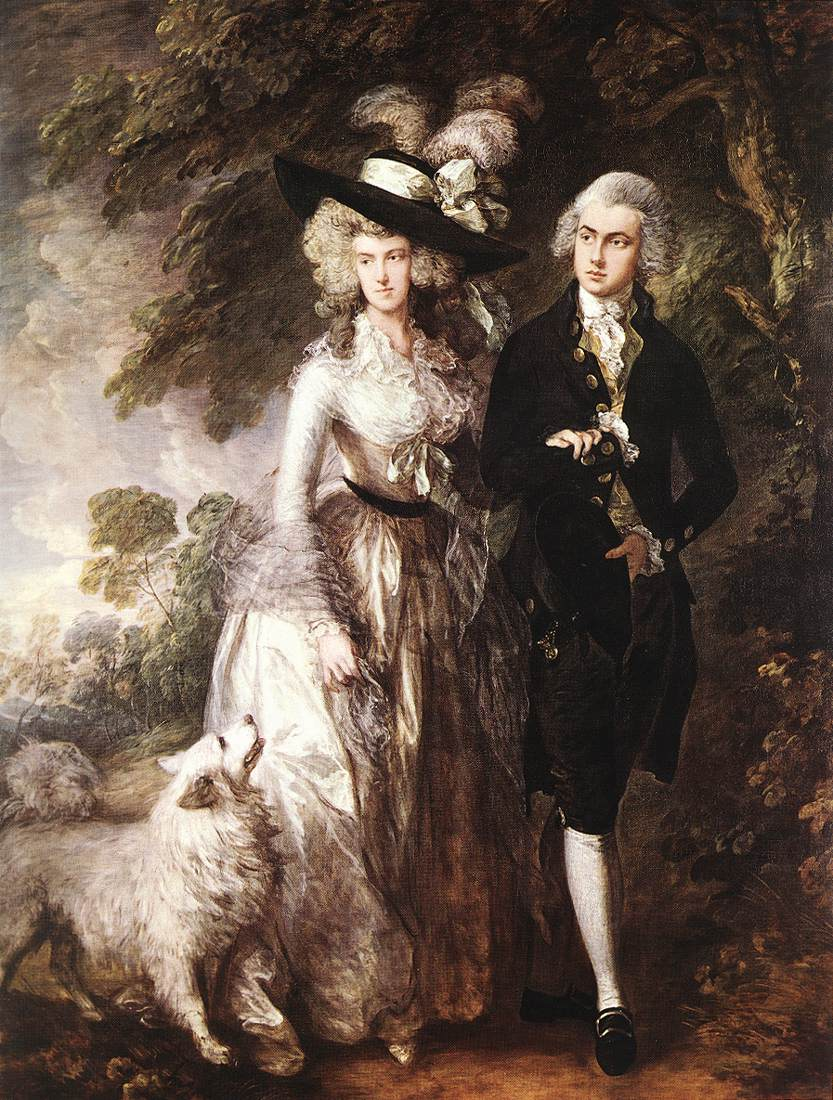
토머스 게인즈버러가 1785년 그린 윌리엄 핼릿 부부의 초상화로, 옛날에는 컸던 포메라니안의 모습을 볼 수 있다.

한편, 두 명의 영국 왕실 가족이 포메라니안 품종 발전에 큰 영향을 끼쳤다. 1767년 조지 3세의 왕비였던 샬럿 왕비는 두 마리의 포메라니안을 영국에 들여왔다. 두 마리 개의 이름은 포이베와 머큐리였는데, 토머스 게인즈버러는 두 마리의 개를 그림으로 남겼다. 이 그림에 남겨진 개는 현대의 품종과는 달리 크게 묘사되어 있는데, 전하는 바에 따르면 무게가 14–23 kg이었다고 한다. 하지만 풍성한 털, 큰 귀, 허리까지 말려있는 꼬리 등과 같은 지금의 품종과 똑같은 외모를 갖췄다.
샬럿 왕비의 손녀 빅토리아는 포메라니안을 유달리 좋아했는데, 번식을 위한 큰 개 사육장도 있었다. 빅토리아 여왕이 제일 좋아하던 개는 "윈저스 마르코"라는 이름의 다른 개보다 비교적 작은 레드 세이블 포메라니안으로, 몸무게는 5.4 kg이였다고한다. 1891년 처음으로 마르코를 선보였는데, 이로 인해 작은 종의 포메라니안들이 인기를 얻었고, 오직 작은 개를 얻기 위한 번식의 계기가 되었다. 여왕의 일생 동안 포메라니안 품종의 크기는 50%까지 줄었다. 빅토리아 여왕은 작은 포메라니안과 유럽 전역에서 다양한 색깔의 포메라니안을 수입해와 육종계획을 세우며 포메라니안 품종의 개량과 홍보에 한몫했다. 빅토리아 여왕 이외에 조제핀 드 보아르네, 나폴레옹 보나파르트의 아내, 조지 4세 등을 포함한 많은 왕족들이 포메라니안을 길렀다.
1891년 영국에서 처음으로 포메라니안 애호가 클럽이 생겨났고, 첫 번째 품종 표준 기준이 생겨났다. 1898년 미국의 미국 애견 협회에 포메라니안이 처음으로 등록되었고, 1900년 견종으로 인정받았다.
1912년 RMS 타이타닉의 침몰 당시 살아남은 세 마리의 개 중 두 마리가 포메라니안이였다. 미스 마가렛 헤이즈가 기르던 "레이디"라는 포메라니안은 7호 구명보트를 타고 탈출했고, 다른 한 마리는 엘리자베스 바렛 로스차일드가 기르던 것으로 6호 구명보트를 타고 함께 탈출했다.
1926년 개최된 웨스턴민스터 클럽 도그 쇼의 토이 그룹 부문에서 포메라니안종으로는 처음으로 글렌 로즈 플래시웨이의 애완견이 승리했다. 이후 1988년 그레이트 에음 프린스 차밍 2세의 포메라니안이 웨스턴민스터 클럽 도그 쇼 종합 부문에서 처음으로 승리했다.
국제애견협회는 1998년 발표한 표준 품종 기준에서 포메라니안을 케이스혼트와 함께 독일 스피츠의 일종으로 포함시켰다. 이 표준 품종 기준에 따르면 "스피츠종은 매력적"이고 "독특하며 위풍당당한 외관"을 가지고 있다고 한다.

### 인기
포메라니안은 미국에서 인기가 매우 높은 품종 가운데 하나로, 지난 10년간 미국 애견 협회가 선정한 인기 순위에서 15위권안에 들었다. 2011년에는 2010년보다 두 단계 낮은 17위에 오르면서 15위권 이하로 떨어졌다. 2008년 발표된 미국 도시별 인기 순위 중 디트로이트에서는 아메리칸 불독과 함께 공동으로 10위를 했고, 올랜도에서도 10위, 로스앤젤레스에서는 9위, 시애틀에서는 아메리칸 불독과 공동 7위, 호놀룰루에서는 래브라도 리트리버와 저먼 셰퍼드에 이어 3위에 올랐다.
영국에서는 2007년과 2008년에 걸쳐 20위권도 못 올랐다. 오스트레일리아에서는 1987년 오스트레일리아 국제 켄넬 협회에 최고수치인 1128마리가 등록 된 이후 계속해서 인기가 감소하고 있다. 2004년에는 491마리까지 등록이 줄어들었다가 2008년에는 577마리가 등록되었다. 일본에서는 1999년부터 2010년까지 10년이 넘도록 10위권에 들었고, 2007년부터는 5위권에 이름을 올렸다.

## 같이 보기
- 애완견
- 사모예드견
- 시베리안 허스키
- 스피츠
  - 독일 스피츠
  - 일본 스피츠
- 홋카이도견
- 푸들

## 참고 문헌
- Grant, Lexiann (2006). 《The Pomeranian》. Neptune City, NJ: T.F.H. Publications. ISBN 978-0-7938-3646-8. OCLC 69734516.
- Tietjen, Sari Brewster (1987). 《The New Pomeranian》. New York: Howell Book House. ISBN 978-0-87605-251-8. OCLC 16579458.